# Рубени
Ру́бени (латыш. Rubeņi) — населённый пункт на юго-востоке Латвии, расположенный в Рубенской волости Екабпилсского края, в исторической области Селия.
До 1 июля 2009 года входил в состав Екабпилсского района.
Является центром Рубенской волости. Посёлок расположен у автомобильной дороги P72 между сёлами Калдабруня и Слате. Расстояние до города Екабпилс 53 км, до Риги — 183 км.
По данным на 2016 год, в населённом пункте проживало 198 человек.

## История
Поселение возникло на территории бывшей Рубиненской усадьбы (Rubinen).
В селе находится здание администрации Рубенской волости, два магазина, кафе, Рубенская начальная школа, детское дошкольно-образовательное учреждение «Зелта сиетиньш», Дом культуры, библиотека, врачебная практика, аптека, почтовое отделение, Рубенская католическая церковь.
В советское время населённый пункт был центром Рубенского сельсовета Екабпилсского района. В селе располагалась центральная усадьба колхоза им. Я. Райниса.
В 1969 году на территории села был установлен памятник Народному поэту Латвии Янису Райнису работы скульптора Карлиса Бауманиса.